# Марксвил (Луизијана)
Марксвил (енгл. Marksville) град је у америчкој савезној држави Луизијана.

## Демографија
По попису из 2010. године број становника је 5.702, што је 165 (3,0%) становника више него 2000. године.
| Група             | 2000.         | 2010.         |
| Белци             | 3.136 (56,6%) | 2.842 (49,8%) |
| Афроамериканци    | 2.137 (38,6%) | 2.444 (42,9%) |
| Азијати           | 15 (0,3%)     | 45 (0,8%)     |
| Хиспаноамериканци | 36 (0,7%)     | 107 (1,9%)    |
| Укупно            | 5.537         | 5.702         |